# Christine Jorgensen
Christine Jorgensen, nata George William Jorgensen Jr. (New York, 30 maggio 1926 – San Clemente, 3 maggio 1989), è stata una cittadina statunitense. È diventata famosa per essere stata una delle prime persone al mondo ad essersi sottoposte al cambio di sesso: nel suo caso, da uomo a donna.

## Il caso mediatico
Un caso mediatico scoppiò il 1º dicembre 1952, quando il New York Daily News mise la sua storia in prima pagina (sotto il titolo "Ex-GI becomes blond beauty"; "Ex soldato diventa una bella bionda"), annunciando che in Danimarca Jorgensen era stata la prima persona a sottoporsi con successo a un'operazione chirurgica per il cambio di sesso. In realtà non era affatto il primo caso (operazioni chirurgiche di vaginoplastica erano state eseguite fin dal 1930), ma Christine divenne una volenterosa portavoce di transessuali e transgender.
Il nome Christine fu scelto in onore del dottor Christian Hamburger, il chirurgo danese che eseguì l'operazione e che supervisionò la sua terapia ormonale. Durante gli anni settanta e ottanta la Jorgensen girò nei campus universitari e in altri luoghi per parlare della sua esperienza. Era conosciuta per la sua schiettezza e l'arguzia raffinata. Nei suoi ultimi anni lavorò come attrice teatrale e intrattenitrice da nightclub.
Recitò la parte di Madame Rosepettle nella commedia Oh dad, poor dad, mama's locked you in the closet and I'm feeling so sad. Nel suo spettacolo da nightclub cantava "I enjoy being a girl" ("Mi piace essere una ragazza") vestita come la supereroina dei fumetti Wonder Woman: questa esibizione cessò quando gli editori che detenevano il copyright su Wonder Woman intrapresero azione legale. Nel 1989, anno della sua morte, Christine affermò di aver dato alla rivoluzione sessuale "un bel calcio nei pantaloni". Christine morì di cancro all'età di 62 anni.

## Apparizioni pubbliche
La Jorgensen è citata nel film del 1994 Ed Wood, quando il regista lavora su Glen or Glenda. Christine è anche il soggetto di un film degli anni settanta, The Christine Jorgensen Story. Christine Jorgensen apparve anche nel The Dick Cavett Show: Cavett la fece infuriare con una battuta di spirito, chiedendole della situazione sentimentale di sua moglie e lei abbandonò lo spettacolo. Essendo l'unica ospite invitata, Cavett spese il resto del programma spiegando che non intendeva affatto offenderla; d'altra parte, quando il conduttore radiofonico newyorchese Barry Gray le chiese se le barzellette che circolavano su di lei negli anni cinquanta la infastidivano, lei rise e disse che non la infastidivano per niente.

## Citazione
- "La Natura ha fatto un errore, che io ho corretto, ed ora sono vostra figlia" (lettera ai genitori, annunciando il cambio di sesso).

## Pubblicazioni
- (EN)  Christine Jorgensen, Christine Jorgensen: a personal autobiography, 1967. Ristampa: Cleis Press 2000, ISBN 1573441007.

## CD
- (EN)  Christine Jorgensen, Christine reveals (audio CD), Repeat the beat records, agosto 2005, ASIN B000CA8O9M.